# シャットダウン
シャットダウン (shutdown) とは、コンピューターや他の電子機器の電源を完全にオフにするプロセスの事。原子炉や経済などについても用いることがある。

## 概要
UNIX系OSおよびWindowsでは、shutdownコマンドはコンピューターの電源を切ったり、コンピューターを再起動したりするのに用いる。Linux Standard Baseでも指定コマンドになっている。

## 実行例
このコマンドでよく使う実行例として、システムをすぐに停止するための#shutdown -h nowや、再起動するための# rebootがある。このほかによく使う実行例として、シャットダウンまでの時間を指定するものがある。たとえば、shutdown -r 60はコマンドを発行してから60秒後に計算機を再起動する。
なお、これらの実行例はBSDの子孫、あるいはそれに似たコマンド体系のシステムで用いられるものであり、System V系UNIX、Windowsと各々違った引数をとる。たとえば、すぐにシステムを停止する場合の実行例はSystem V系UNIXではshutdown -i 0 -g 0 -yとなり、Windowsではshutdown -s -t 0となる。さらに、同じ種類のオペレーティングシステムでも、微妙にコマンドの引数や意味が異なっていることがある。

## 制約
Linuxでは、スーパーユーザー（通常はroot）にならなくてはシステムをシャットダウンすることはできない。これにより、非特権ユーザーが意図しないシャットダウンを実行してサーバに障害を与えることを防ぐことができる。
なお、BSD系UNIXにはoperatorグループという計算機の管理をするためのグループがあり、これに入っているユーザーはスーパーユーザーにならずにshutdownコマンドを実行できる。
Windowsでは、スタートメニューの中の電源を選ぶことでパソコンやサーバのシャットダウンを行う。shutdownはコマンドプロンプトからも実行できる。
macOSの日本語版ではシステム終了と呼ばれ、Appleメニューから行うことができる。この他に、ターミナルよりshutdownコマンドを実行することも可能だが、スーパーユーザーである必要があることは他のUNIX系OSと同様である。

### 電源
- 再起動
- スリープ
- 休止状態
- サインアウト（ログオフ）
- ロック